# Ballet des Dandins
Le Ballet de Monsieur, frère du Roi ou Ballet des Dandins est un ballet de cour de Tristan L'Hermite mis en musique par Antoine Boësset, publié en 1626. Dédié à Gaston de France frère de Louis XIII, et son entourage, il s'agit de la première publication séparée de Tristan.

## Présentation

### Texte
Le Ballet des Dandins est composé de dix-neuf « récits, correspondant à autant d'entrées de danseurs ou de récitants. Cinq sont mis en musique par Antoine Boësset » :
1. Récit pour des dandins, enfants de Jean de Nivelle
2. Pour Monsieur de Baronnat, représentant Jean de Nivelle
3. Pour Messieurs des Ouches, Valins, Delfins et Souvile, représentant les enfants de Jean de Nivelle
4. Récit pour les Filous
5. Pour Monsieur, représentant un Filou
6. Pour MM. le comte de Brion, de Fontaine et Pilorans, représentant des Filous
7. Récit pour le curé de Môle
8. Pour Monsieur de Baronnat, représentant le curé de Môle
9. Pour Monsieur de Boisroque, représentant sa Filleule
10. Pour MM. de l'Eully et de la Ferté, représentant des marguilliers de village
11. Pour MM. de Fontaine et de Blaru, représentant deux pages qui dérobent la Filleule
12. Pour deux laquais qui font tomber le curé de Môle
13. Récit pour la Péronnelle
14. Pour Monsieur de Boidennemais, représentant la Péronnelle
15. Pour Monsieur d'Ornane, représentant un gendarme
16. Pour Monsieur Delfins, représentant un autre gendarme
17. Pour Monsieur, représentant une Coquette
18. Pour MM. le comte de Brion, Pilorans et Mandat, représentant des Coquettes
19. Récit pour des Espagnols, qui dansent le grand Ballet

Publié en 1626, il s'agit de la première publication séparée de Tristan.

## Postérité

### Éditions nouvelles
Le ballet  est inclus dans le recueil des Ballets et mascarades de cour de Henri III à Louis XIV de Paul Lacroix, dit le Bibliophile Jacob.
Les vers de Tristan sont réédités en 2002 dans le tome III des Œuvres complètes de Tristan L'Hermite.

### Œuvres complètes
- Jean-Pierre Chauveau et al., Tristan L'Hermite, Œuvres complètes (tome III) : Poésie II, Paris, Honoré Champion, coll. « Sources classiques » (no 42), 2002, 736 p. (ISBN 978-2-7453-0607-4)

### Anthologies
- Paul Lacroix, dit le Bibliophile Jacob, Ballets et mascarades de cour de Henri III à Louis XIV (1624-1627), t. 3, Paris, Slatkine, 1968 (1re éd. 1868), 344 p. (lire en ligne)

### Ouvrages cités
- Napoléon-Maurice Bernardin, Un Précurseur de Racine : Tristan L'Hermite, sieur du Solier (1601-1655), sa famille, sa vie, ses œuvres, Paris, Alphonse Picard, 1895, XI-632 p.
- Sandrine Berrégard, Tristan L'Hermite, « héritier » et « précurseur » : Imitation et innovation dans la carrière de Tristan L'Hermite, Tübingen, Narr, 2006, 480 p. (ISBN 3-8233-6151-1, présentation en ligne)
- Amédée Carriat, Tristan, ou L'éloge d'un poète, Limoges, Éditions Rougerie, 1955, 146 p.
- Doris Guillumette, La libre pensée dans l'œuvre de Tristan L'Hermite, Paris, Nizet, 1972, 205 p.